# Sisyrinchium hypsophilum
Sisyrinchium hypsophilum är en irisväxtart som beskrevs av Ivan Murray Johnston och Robert Crichton Foster. Sisyrinchium hypsophilum ingår i släktet gräsliljor, och familjen irisväxter. Inga underarter finns listade i Catalogue of Life.